# Кауров Валерій Володимирович
Вале́рій Володи́мирович Кау́ров (* 2 квітня 1956, Одеса, УРСР) — український колабораціоніст з Росією, проросійський громадський діяч, політик, лідер православних об'єднань (УПЦ МП) України. Бере участь у діяльності проросійських організацій в Україні, головний редактор порталу «Єдіноє Отєчество» і газети «Православный телеграфъ». Відомий завдяки організації акцій протесту проти української мови і навчань НАТО в Одесі. Обстоює ідеї знищення української державності шляхом федералізації й подальшого відділення її територій. Був нагороджений Російською Православною Церквою за свою діяльність Орденом Св. Князя Даніїла Московського III ступеня.

## Біографія

Країни, в яких Валерій Кауров потрапив під санкції

Про батька Валерія Каурова нічого невідомо. Його мати працювала у Чорноморському морському пароплавстві і була вимушена віддати сина на виховання державі майже з моменту народження. Навколо етнічного походження Каурова вирує безліч чуток. Його опоненти стверджують, що він має циганське коріння, сам Валерій Володимирович ці чутки заперечує і стверджує, що він етнічний росіянин, корінням з Уралу. Після закінчення інтернату поступив на навчання до ПТУ, де отримав спеціальність фрезерувальника. Вже в 17 років Кауров був засуджений до 3 років позбавлення волі за особливо злісне хуліганство, відбував покарання в Чернігівській області. Семирічний строк відбував у виправно-трудовій колонії м. Прилуки.
Після звільнення з тюрми, до середини 1980-х продовжив працювати різноробом на одеському заводі «Електронмаш». Покинувши завод Кауров організував кооператив по пошиву штанів, до яких ліпили ярлики відомих фірм і продавали, як оригінальні. Вже в 1990-х роках стає генеральним директором фірми «Интеродекс». В середині 1990-х років його знову арештовують за звинуваченням в несплаті податків. Поки тривало слідство, Кауров сидів 2 місяці в ізоляторі і зрештою був звільнений, а пізніше - виправданий по амністії. Після визволення, свою долю в підприємстві він віддав своєму партнеру по підприємству — кримінальному авторитету Ігорю Маркову («Марадонні»), і більше бізнесом не займався.
Саме в цей час він стає віруючим і бере участь у діяльності православної громади Одеси, організовує поїздки по святим місцям та паломництво. Він також відвідує разом з сином Романом Санакарським чоловічий монастир. Пізніше його призначено уставщиком-паломником при Свято-Сретенській церкві м. Черноморка під Одесою. У цей час він також починає займатися політичною діяльністю, організує «Єдіноє Отєчество».
У 2007 році в міністерство Закордонних справ Російської Федерації на нього був написаний колективний донос «соратниками з боротьби», на ґрунті ділення фінансування з Росії, який продемонстрував значні масштаби фінансових вливань російського уряду для функціонування подібних організацій в Україні.
Працював в кредитному союзі «Україна» (Одеса). З 2011 року голова наглядової ради цієї кредитівки, яка невдовзі збанкрутувала, а її очільників обвинувачено в фінансових махінаціях.
Відтак, очільника цієї спілки - Каурова, який проходив по справі у якості свідка, деякими журналістами також було запідозрено в доведенні фірми до штучного банкрутства, тобто - до незаконного присвоєння 59 мільйонів 835 тисяч 444 гривень.

## Політична діяльність

### Період до "помаранчевої революції": 2001-2004 рр.
Політичну діяльність почав у 2001 р., коли на знак протесту проти приїзду до України папи Римського Івана Павла II створив і очолив одеську обласну організацію «Єдіноє отєчество» (зареєстрована 5 березня 2001 року, співзасновниками стали Кравець Ольга Анатоліївна, та Шелепов Володимир Олександрович).
На чолі цієї організації брав участь у акціях протесту у Києві з приводу відвідин папи Римського 2001 року.
Далі, 31 серпня 2001 року зареєстрував і почав видавати в Одесі церковно-громадську газету «Православный телеграф».
У 2002 році балотувався в Одеську міськраду від "Руського блоку".
Під час Помаранчевої революції підтримував Віктора Януковича. Під час переголосування другого туру президентських виборів був ініціатором акцій протесту, зокрема розчавлювання апельсинів котком в Одесі та блокуванні автотраси Одеса-Київ. В грудні 2004 р. прокуратура Одеської області порушила проти Каурова кримінальну справу за статтею 279 УК України по факту блокування автостради.
У 2004 році Кауров допускав образливі публкації навіть проти ієрархів УПЦ-МП. Зокрема, як писала конкуруюа з ним газета "Русская Одесса":
"В этих публикациях позволялись оскорбительные выпады в адрес Иерархов Украинской Православной Церкви. К примеру, в №3 в «Православном телеграфе» было напечатано письмо некоего Добычина, в котором Высокопреосвященнейший Лазарь, Митрополит Симферопольский и Крымский, объявлялся «клеветником и интриганом».
У 2005 р. Кауров створив «Союз православних громадян України».. Дана організація з моменту свого заснування стала складовою частиною базованого у Москві міжнародного «Союзу православних громадян» - коаліції громадських організацій Росії, України та Казахстану, заснованої під егідою Московського Патріархату в 1995 році на чолі з православним журналістом Валентином Лебедєвим.
При цьому, журналіст Валерій Разгулов з Закарпаття згодом відокремився від Каурова, і створив свою незареєстровану організацію під назвою «Союз православних громадян Підкарпатської Русі».

### Протести проти участі в навчаннях НАТО
Влітку 2006 р. Кауров разом з іншими противниками участі України в навчаннях НАТО брав участь у акціях протесту і блокуванні підрозділів НАТО в Феодосії. Це призвело до зриву навчань у 2006 р.
У 2006 р. Кауров був 10-им у списку Прогресивної Соціалістичної партії на чолі з Наталією Вітренко, однак ПСПУ не подолала 3-відсотковий бар'єр і не була представлена в парламенті. Також у 2006 р. Кауров виступив на чолі т. зв. Російського маршу в Одесі, де поруч з закликами до єдності з Росією були й антисемітські гасла.
У 2006 році з товариствами Каурова "Єдіноє Отєчєство" та "Союз православних громадян України" були афільовані ще й інші проросійські організації Одеси, діяльність яких моніторив Інститут країн СНД у Москві: Русский объединенный союз соотечественников «Русичъ» (Одеса), Одесская областная общественная организация «Единое Отечество», Одесская общественная организация "Русский дом", Одесское городское отделение Украинского общества русской культуры "Русь". Але деякі з цих організацій згодом порвали з Кауровим.
Вже на початок 2007 року Кауров мав конфлікти з такими своїми вчорашніми союзниками, як ПСПУ та "Союз православних братств Росії та України", яку очолював Лукіянік Валентин Борисович.
У 2007 р. була зроблена спроба знову зашкодити навчанням НАТО. Однак, розпорядженням Приморського суду м. Одеси акції протесту проти навчань були заборонені. Попри це, «Єдиному Отєчеству» був наданий дозвіл на проведення маршу на честь останнього російського імператора Миколи II. Коли ж маніфестація відхилилася від дозволенного маршруту і перекрила рух Кауров був затриманий і оштрафований на 170 грн. за адміністративне порушення.
Низка громадських організацій і релігійних об'єднань висловили стурбованість діяльністю Каурова і його організації, та звинуватили його в дестабілізації релігійно-суспільної ситуації в регіоні. Зокрема, про це заявив одеський пастор Петро Мартьянов.
В цей час конфліктуючий з Кауровим протоієей Одеської єпархії УПЦ МП Сергій Лебедєв оприлюднив заяву, в якій заперечувала зв'язки, або підтримку Каурова і його організації з боку церкви.
Також на явно фейкових ресурсах почали поширюватися чутки, що УПЦ МП навіть відлучила Каурова від одного з таїнств церкви — причастя.

### Конфлікти з українськими націоналістами
У квітні 2007 р. Кауров і «Єдіноє Отєчество» брало участь у акції в захист російської мови «Я говорю по-русски!»(укр. Я розмовляю російською). Ця акція викликала негативну реакцію представників української громади міста, оскільки, крім іншого вона проходила під такими ксенофобськими гаслами як «Наши дети — не дитлохи», «Держите государственный язык за государственными зубами» та інші.
5 квітня 2007 р. під час проведення проросійського мітингу в Одесі, у ході сутички учасників мітингу з українськими націоналістами, останні на Каурова вилили 10 літрів фекалій. Відповідальність за цю акцію, яку спочатку покладали на місцевих активістів УНА-УНСО, пізніше взяла партія «Братство» під керівництвом колишнього лідера УНСО Дмитра Корчинського. За власним визнанням організаторів акції на вебсторінці організації, ця акція було відповіддю на розпалювання Кауровим, за їх словами «міжнаціональної ворожнечі у багатонаціональному українському народі, яка упроваджується сьогодні в Україні насильницькими методами за російські кошти». Після скоєння нападу, активістів затримали, але після перевірки документів і медичної допомоги відпустили. Братство Корчинського висловило догану учасникам нападу на Каурова. Фекалії на Каурова вилив майбутній депутат Лінько Дмитро Володимирович 
Цей випадок отримав розголос майже у всіх націоналістичних ЗМІ країни і став об'єктом численних жартів і глузувань, а також предметом особливого захоплення та гордості з боку українських націоналістів, як великий акт героїзму.
Колишній однопартієць Каурова Наталія Вітренко прокоментувала ці події наступним чином:
|  | Він відійшов від нас і організовує якісь дивні акції. А з партією Братство ми проводили всього два сумісні мітинги в 2005 році – тоді вона приєдналися до наших мітингів. Це маргінали, які мене не хвилюють, втім, так само, як і Валерій Кауров. |

2 вересня 2007 року Кауров та Ігор Марков очолили побиття українських активістів Одеси - членів "Просвіти" та ВО "Свобода", котрі протестували проти встановлення монументу "Засновникам Одеси" (з пам'ятником Катерині ІІ). Зокрема, в ході бійки зазнали травм голова обласної організації всеукраїнського товариства «Просвіта» Олександр Степанченко, кандидат у народні депутати України від об’єднання «Свобода» Георгій Соболь, член обласної організації Соціально-Християнської партії Віталій Безеда, та член всеукраїнського об’єднання «Свобода» Сергій Назаренко.
Але вже у 2010 році справу щодо Каурова було закрито.

### Нагорода РПЦ
18 червня 2007 р. за увагу та працю на благо церкви і в зв'язку з його 50-річчям Кауров був нагороджений орденом Російської православної церкви Св. князя Даніїла Московського (ІІІ ступені). Нагороду вручив голова відділу зовнішніх стосунків Московського патріархата митрополит Смоленський і Калінінградський Кирил.

### Засудження Каурова довколаправославними "церковно-громадськими" організаціями
В листопаді 2007 року окремі представники православних (пов'язаних з УПЦ МП) та проросійських організацій України надіслала колективного листа на ім'я Міністра закордонних справ РФ, посла Росії в Україні, та керівника представництва в Україні Російського центра міжнародного наукового та культурного співробітництва. В цьому листі засуджено громадську діяльність Валерія Каурова, а його самого звинувачено в політичному та фінансовому шахрайстві.
Щоправда, значна частина "православних організацій", вказаних у листі, не мали юридмчної реєстрації, офіційно не існували, а тому сам факт їхньої діяльності залишається під сумнівом.
Втім, вважається, що основним інціатором цього листа став колишній заступник Каурова на посаді голови партії "Єдіноє отєчєство", одесит Запорожський Руслан Вікторович (останній 30 листопада 2005 року зареєструвся керівником нової ГО - Одеської регіональної громадської організації Духовно Патріотичний Союз «Новоросія»). Також другим ініціатором був отаман Дрямін Олег Йосипович - голова громадської організації «Військо вірних козаків чорноморських імені гетьмана Богдана Хмельницького», зареєстрованої 27 грудня 2005 року в Одесі, але у 2023 році ліквідованої за рішенням суду.
Причиною такого звернення стала конкуренція Каурова з іншими проросійськими діячами Одеси за отримання дотацій від Кремля.
21 грудня 2007 року Архієрейський собор УПЦ МП прийняв спеціальну резолюцію про діяльність громадської організації «Союз Православних Громадян України» та її голови, Валерія Каурова. Резолюція наголошує, що діяльність вказаної організації «не має відношення до Української православної Церкви. Голова цієї організації, пан Валерій Кауров, не має права представляти позицію УПЦ МП та висловлюватись від її імені з будь-яких питань». Собор також засвідчив, що окремі дії та висловлювання В. Каурова «спрямовані проти Української Православної Церкви та шкодять її рятівній місії у суспільстві». Резолюція також визнала деструктивним втручання в церковне життя України «політичних та навколоцерковних організацій, в тому числі і закордонних, котрі підтримують діяльність пана Каурова та його прибічників». Пізніше Валерій Кауров вдавався до прямої брехні щодо резолюцій Арієрейського Собору УПЦ МП, що було знову спростовано головою УПЦ МП митрополитом Володимиром.

### Конфлікт із ПСПУ
Десятого липня 2008 року прес-служба ПСПУ розповсюдила заяву, в якій звинуватила Валерія Каурова та його організацію в брехні щодо їхньої участі в акціях «анти-НАТО» та розкраданні коштів спільно з депутатом Держдуми Росії Костянтином Затуліним та керівником так званого «українського філіалу Інституту Країн СНД» Володимиром Корніловим.

### Сепаратистська діяльність Каурова і «Одеська народна республіка Новоросія»
Кауров заявив про невизнання влади Євромайдану. Зокрема, 28 лютого 2014 року він опублікував на своєму сайті наступну заяву:
"Православный актив Одессы  - православные, молодежные  и казачьи организации, в том числе ВОО СПГУ «Единое Отечество» и Войско верных казаков Черноморских им. Богдана Хмельницкого создали координационный орган – «Штаб Православной дружины» для формирования и структурирования  патриотического ополчения, целью которого является защита православных святынь, монастырей, храмов, Поклонных Крестов, священников и мирян от возможного проявления агрессии и экстремизма"..
Не пізніше 21 квітня 2014 року Валерій Кауров оголосив себе новообраним президентом «Народної республіки Новоросія».
.
Про утворення останньої структури, відомої також під назвою "Одеська Народна Республіка Новоросія", вперше було оголошено 17 квітня 2014 року на сайті Каурова, як про акт волевиявлення учасників мітингу на Куликовому полі..
Але офіційно про неї оголосили деякі православні активісти Одеси на продовженні цього ж мітингу у перший день Пасхи, тобто 20 квітня 2014 року.
Згодом ця структура переформатувалась у проект під назвою Бессарабська Народна Республіка. Пізніше, в серпні 2018 року суд приговорив до пʼяти років вʼязниці і відпустив з-під варти трьох організаторів створення «Одеської народної республіки» Ігоря Янковського, Олександра Луценка і Віктора Жуковського, яких також звинувачували в організації викрадення депутата Верховної Ради Олексія Гончаренка в лютому 2017 року. Четвертого обвинуваченого Ігоря Махиненка було оголошено в розшук.
Як заявив Кауров, проти нього самого в цей же період, весною 2014 року почалося кримінальне провадження:
"Шестеро автоматчиков 1 апреля вломились ко мне в дом, взломали тамбурную дверь, принялись ломать входную. В доме находился мой сын. Когда он открыл дверь, его повалили на пол, надели наручники, искали деньги, которыми я якобы спонсирую палаточный городок. Из дома изъяли системный блок. Мне объявили, что я прохожу по уголовному делу Антона Давидченко и меня так же, как и его обвиняют в сепаратизме"..
Судячи з усього, ще до обшуків 1 квітня 2014 року Кауров виїхав до Москви.
За словами Каурова:
"Кроме моей политической деятельности, я еще и псаломщик в храме Сретения Господня, в Черноморке. Как только Давидченко был арестован, после воскресного богослужения я в срочном порядке вылетел в Москву, чтобы встретиться там со Святейшим. Я знал, что будет проходить Священный Синод, знал места, где Патриарх молится, подошел к нему и рассказал, что происходит в нашем палаточном городке, что творится на православной Украине вообще — троих священников уже убили, поставлена задача отделить Украинскую православную церковь от Московского патриархата полностью и навсегда... На тот момент меня еще не поставили в базу данных на розыск. У меня на руках был билет туда-обратно, на один день. Но мне позвонили друзья и сообщили, что есть постановление о моем аресте и меня с наручниками ждут в аэропорту. Возращаться было глупо"..
Кауров мав повернутися з Москви до Одеси 22 березня 2014 року, але дізнавшись про плани його арешту, вирішив не повертатися до Одеси..
Саме у Москві 16 квітня 2014 року Кауров узяв участь у заході під назвою "Заседание Союзов Православных граждан России и Украины" (на його сайті перераховані учасники: "игумен Кирилл (Сахаров), протоиерей Андрей Новиков, Глава СПГ Валентин Лебедев, Глава СПГ Украины и "Православных дружин Новороссии" Валерий Кауров, Глава АПЭ Кирилл Фролов, писатель И. Медведева, глава теневого Правительства Подкарпатской Руси Петр Гецко"). Сам факт проведення цього заходу підтверджується відеозаписами..
На цьому ж заході Кауров утворив нову організацію антиукраїнського спрямування: Международный освободительный фронт «Русский вектор-Украина»..
Далі, 20 квітня 2014 року проживаючий у Москві Кауров заочно був обраний президентом так званої Республіки Новоросії. За його словами:
"Я не сам себя провозгласил. Меня выбрали люди. 20 апреля в Пасху на Куликовом Поле было народное вече, я вышел на связь из Москвы по скайпу, меня видели, мне задавали вопросы. Главный из которых: буду ли я бороться до конца? Я поклялся в этом. Тогда собравшиеся проголосовали за создание Новороссии и чтобы я был представителем республики в Москве. Новороссия включает в себя Одесскую, Николаевскую и Херсонскую области. Это наше историческое наименование. С именем Новороссия мы стояли еще против Ющенко, в 2004-м году, в Одессе, тем же палаточным лагерем, на том же Куликовом поле, кроме нас там никого больше не было".
28 квітня 2014 року Кауров відвідав у Московській області злет російських байкерів під керівництвом "Хірурга", представляючи там себе, як повноважний представник так званої "Одесской Народной Республики Новороссия" у Москві..
Після подій у Одесі 2 травня 2014 року Кауров повідомив, що того дня у Будинку профспілок загинуло 6 членів його організації, котрих він поіменно перерахував..
Про подальшу політичну активність Каурова майже нічого не відомо.
За даними сайту "Миротворець", 7 жовтня 2014 року Управління СБУ в Одеській області оголосило в розшук Каурова за статтею 110 (ч. 1)..
З 2022 року Кауров згаданий, як голова прес-служби регіональної громадської організації - товариства "Союз православних громадян Тавриди", місцем реєстрації якого стало село Піщане Бахчисарайського району окупованого Криму. У вересні 2022 року, як представник цього товариства, Кауров опублікував антиукраїнську заяву під назвою "Выполним завещание старца Зосимы!
Обращение Союза православных граждан Тавриды (СПГТ) к православным братьям Херсонских епархий"..
Також у Бахчисарайському районі, в селі Віліно на Каурова в 2018-2019 роках була зареєстрована фірма "ОРБ Привал У Михалыча". Новим директором і ліквідатором фірми після Каурова у 2019 році став Михайло Сисак, який у 2020 році зняв цю структуру з реєстрації.

### Відео
- Облиття Каурова фекаліями [Архівовано 15 березня 2014 у Wayback Machine.]
- Каурова облили фекаліями за українофобські випади (Відеофайл на сайті 5 каналу)